# Земская почта Бугульминского уезда
Зе́мская по́чта Бугу́льминского уе́зда — земская почта, организованная земской управой Бугульминского уезда Самарской губернии. Существовала с 1867 года. В уезде выпускались собственные земские марки.

## История почты
Бугульминская уездная земская почта была открыта в 1867 году. Пересылка почтовых отправлений осуществлялась из уездного центра (города Бугульмы) в волостные правления по трём маршрутам дважды в неделю. Пересылка частных почтовых отправлений была платной.
1 января 1880 года стали принимать денежные почтовые отправления, а с 1 января 1882 года для оплаты доставки частных почтовых отправлений были введены земские почтовые марки.

## Выпуски марок
Используемые для оплаты частных почтовых отправлений марки печатались в уездной типолитографии, а с 1899 года — в частных типографиях.
На выпущенных в 1899—1915 годах марок изображён герб Самарской губернии.
У марок этих выпусков было множество изданий, известно большое количество разновидностей. В 1894—1907 годах на марках делалась контрольная надпечатка двузначных цифр.
С 1915 года производился выпуск новых земских марок уезда номиналом 3 копейки в связи с изменением земских почтовых тарифов.

## Гашение марок
Гашение марок осуществлялось чернилами (перечёркиванием) и штемпелями круглой и овальной формы.